# 투 이즈 어 패밀리
《투 이즈 어 패밀리》(프랑스어: Demain tout commence, 영어: Two Is a Family)는 프랑스에서 제작된 위고 젤랭 감독의 2016년 코미디, 드라마 영화이다. 오마르 시 등이 주연으로 출연하였고 필리프 루슬레 등이 제작에 참여하였다.

## 줄거리
책임 없는 삶을 즐기던 사뮈엘은 어느 날 예전에 관계가 있었던 크리스틴이 나타나 3개월이 된 딸 글로리아를 두고 사라지자 크리스틴을 찾아 글로리아를 돌려주기 위해 런던으로 향한다. 영어를 못하는 사뮈엘은 스턴트맨 일을 하며 홀로 글로리아를 키워나간다. 그러나 글로리아가 8살이 되었을 때 크리스틴이 다시 나타나 글로리아를 뉴욕으로 데려가겠다며 양육권 다툼을 벌인다.

## 출연

### 주연
- 오마르 시 - 사뮈엘 역
- 글로리아 콜스턴 - 글로리아 역

### 조연
- 클레망스 포에지 - 크리스틴 역
- 앙투안 베르트랑
- 애슐리 월터스
- 아나 코티
- 클레망틴 셀라리에
- 라켈 캐시디
- 뤼벤 알베스
- 알리스 다비드
- 세실 카셀

## 제작진
- 공동제작: 크리스토프르 그라니에드페르
- 사운드슈퍼바이저: 니콜라 부베
- 미술: 에마뉘엘 뒤플레
- 세트: 에마 데이비스
- 세트: 엘렌 레
- 의상: 이자벨 마티외
- 배역: 미카엘 라강스